# Бикенхолц
Бикенхолц (фр. Bickenholtz) насеље је и општина у североисточној Француској у региону Лорена, у департману Мозел која припада префектури Сарбур.
По подацима из 2011. године у општини је живело 76 становника, а густина насељености је износила 30,89 становника/km². Општина се простире на површини од 2,46 km². Налази се на средњој надморској висини од 335 метара (максималној 334 m, а минималној 298 m).

## Демографија
| 1962. | 1968. | 1975. | 1982. | 1990. | 1999. | 2011. |
| ----- | ----- | ----- | ----- | ----- | ----- | ----- |
| 89    | 92    | 80    | 75    | 77    | 63    | 76    |

График промене броја становника у току последњих година